# Грабен (Берн)
Грабен (нем. Graben BE) — коммуна в Швейцарии, в кантоне Берн. 
Входит в состав округа Ванген. Население составляет 310 человек (на 31 декабря 2006 года). Официальный код — 0976.